# Waldrode (Großenhausen)
Waldrode ist eine Siedlung und Teil des Ortsteiles Großenhausen der Gemeinde Linsengericht im Main-Kinzig-Kreis in Hessen.

## Geographie
Waldrode liegt im Süden der Gemarkung Großenhausen auf etwa 290 m ü. NHN an der Landesgrenze zu Bayern. Durch den Ort verläuft die Birkenhainer Straße (Landesstraße L 3444). Waldrode befindet sich auf einem Plateau zwischen den Tälern von Krötenbach und Brühlgraben am Westhang des Franzosenkopfes (481 m). Im Süden fließt am Rochusberg (333 m) der Näßlichbach.

## Geschichte
Von 1935 bis 1938 wurde ein großes Waldstück südöstlich von Großenhausen gerodet und der Weiler Waldrode gegründet. Der Ortsname wurde als Rodungsname gewählt. Geplant war ein Erbhöfedorf für Landwirte im Sinne der Ideologie des Nationalsozialismus. Eingeweiht wurde es am 29. Juli 1939. Im Laufe der Jahre veränderte sich die Siedlung zu einer Wohnsiedlung.